# Favia
A Favia a virágállatok (Anthozoa) osztályának a kőkorallok (Scleractinia) rendjébe, ezen belül az agykorallok (Mussidae) családjába tartozó nem.
Családjának és alcsaládjának a típusneme.

## Tudnivalók
A Favia-fajok hatalmas telepeket alkotnak; ezeket lehetnek laposak vagy enyhén domborúak. A telepen belül egy-egy polipcsoport kis kört alkot, saját elválasztó fallal. A polipok bimbózással terjeszkednek. A polipok fogókarjainak hegye pigmentált. Általában éjszaka tevékenyek. Az Amarda compta, Amarda cultrata, Andrianellus exsertidens és Rakotoa proteus nevű evezőlábú rákok eme agykorallok felszínén élősködnek, míg az Orstomella faviae evezőlábú rákfaj bennük élősködik.

## Rendszerezés
A nembe az alábbi 3 faj tartozik:
- Favia fragum (Esper, 1795) - típusfaj
- Favia gravida Verrill, 1868
- Favia leptophylla Verrill, 1868

Az alábbi taxon, csak nomen dubium, azaz „kétséges név” szinten szerepel:
- Favia dipsacea Aud. et Sav. 1825

## Képek

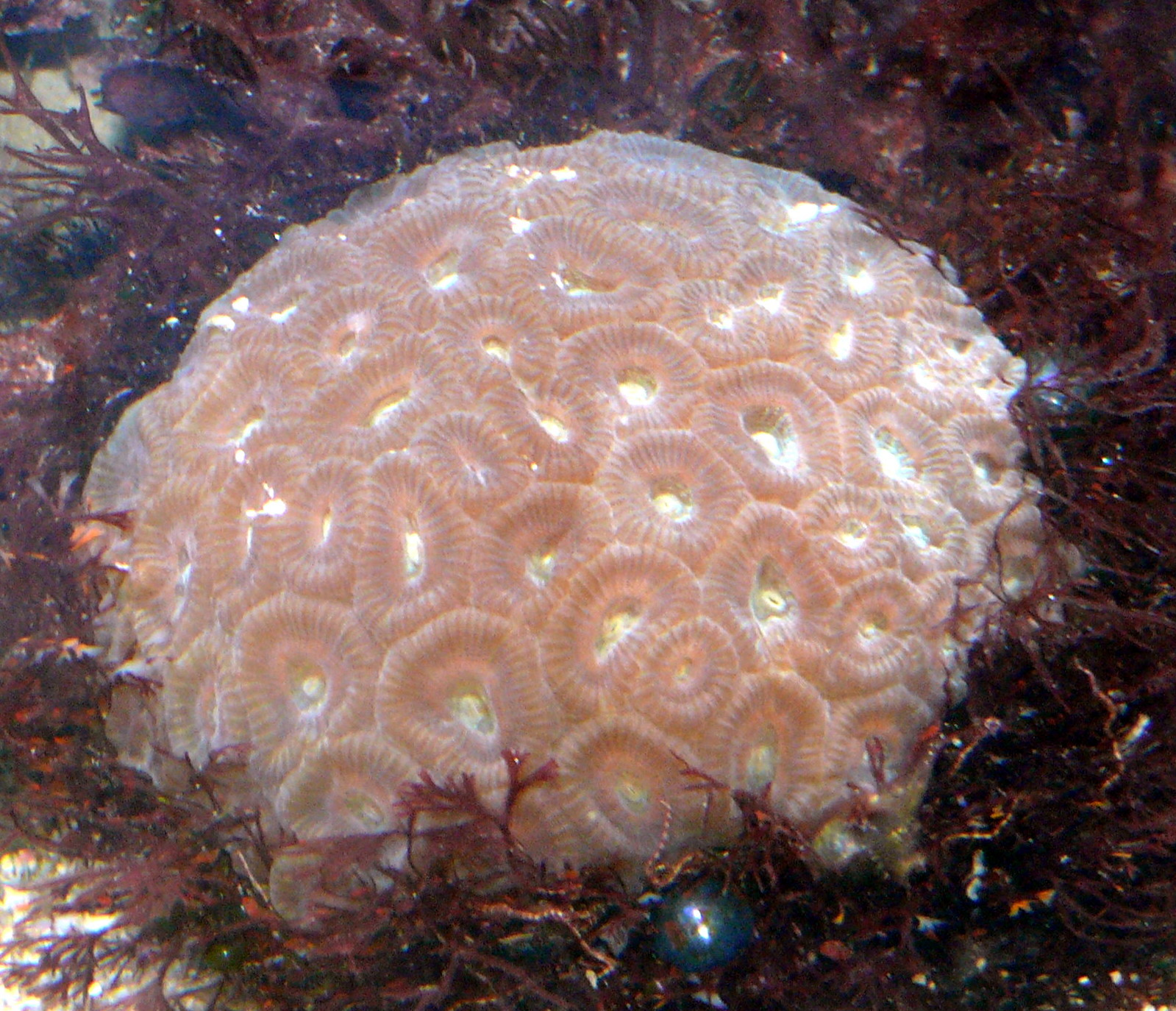
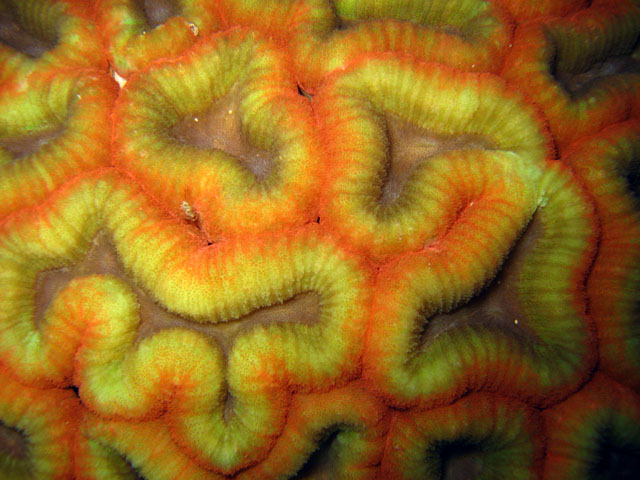
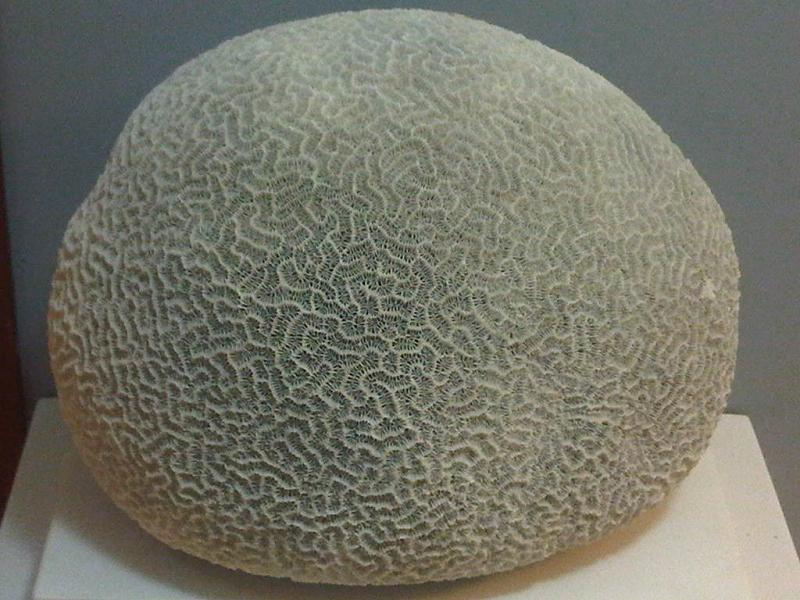
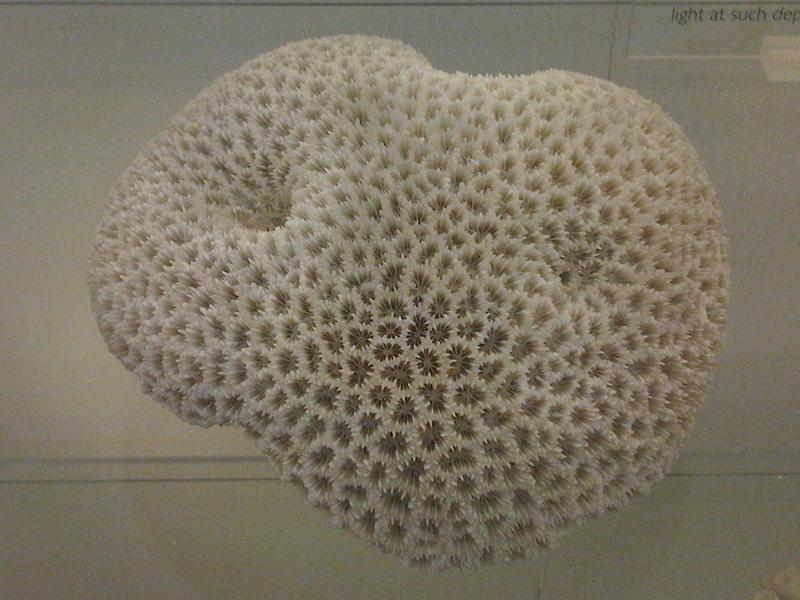